# Batería de cocina
Se denomina batería de cocina al conjunto de recipientes utilizados para cocinar.

## Historia
La batería de cocina en la antigüedad civilizada se componía principalmente de marmitas, cazos y sartenes hechas de bronce o cobre, según se puede inferir de las elegantes piezas romanas que posee el Museo de Nápoles, y así fue siguiendo en los siglos de la Edad Media y moderna hasta que, desde mediados del siglo XVIII, se ha ido introduciendo el hierro forjado y recubierto de una capa de estaño.

## Actualidad

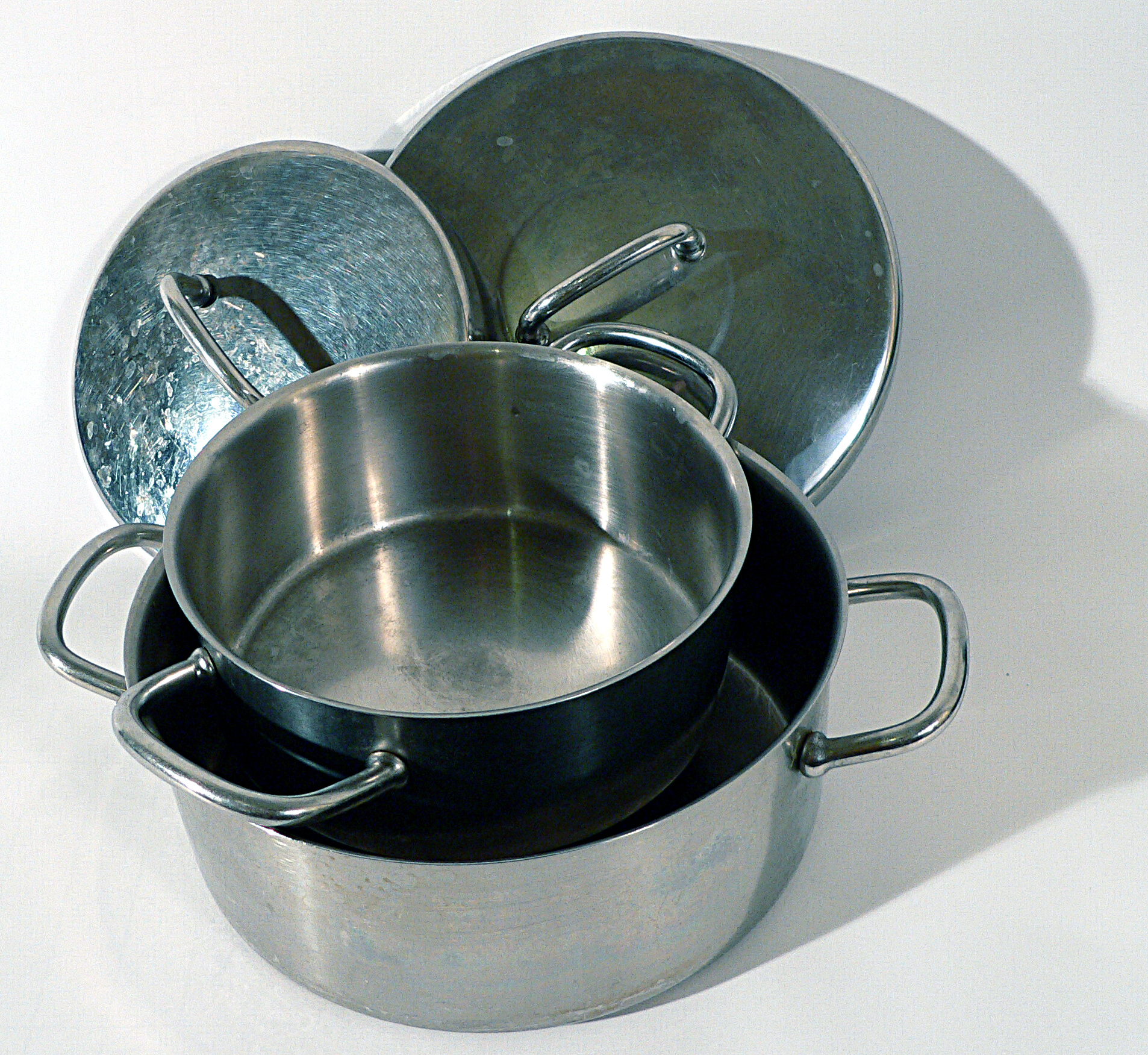
Conjunto de ollas.

Actualmente, el material más común para la fabricación de útiles de cocina es el acero en sus dos versiones de acero inoxidable o vitrificado. Además, incorporan en su interior materiales antiadherentes como el teflón, que impiden que se peguen los alimentos, así como fondo termodifusor que distribuye el calor, cocinando así los alimentos de manera uniforme.
Un problema habitual de los útiles de cocina es su rápido envejecimiento en el lavaplatos, lo que obliga a su fregado a mano. Sin embargo, cada vez es más habitual la introducción de modelos resistentes a los ácidos detergentes del lavavajillas.
Las baterías que se encuentran en el mercado varían por el número de piezas, desde las más sencillas de tres unidades, hasta las más extensas de doce elementos. Además, se pueden aumentar con un gran número de complementos como cucharones, ralladores, escurridores, entre otros. 
Una batería de cocina estándar, debe constar al menos de:
- ollas con tapa de dos diámetros
- sartenes de dos tamaños
- una olla a presión
- un cazo

A ellos, se pueden añadir otros elementos para platos específicos como: 
- Sartén con grill
- Olla de fondue
- Olla vaporera
- Cacerola
- Paella
- Brasera
- Comal
- Paila
- Wok

### Novedades

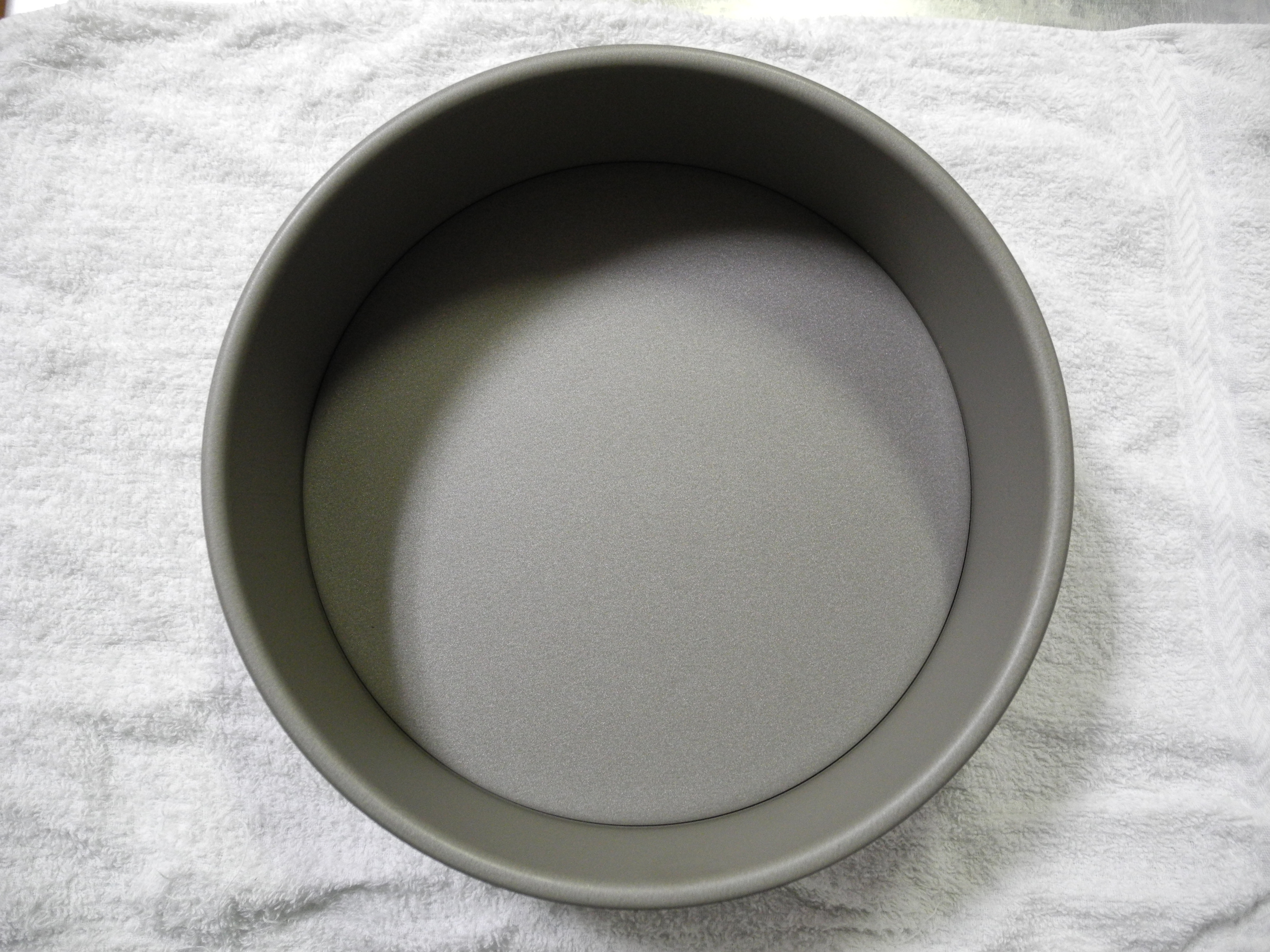
Molde de tarta

Para aprovechar mejor el espacio en la cocina, los fabricantes se esfuerzan en lanzar modelos fácilmente almacenables en los armarios y cajones. Actualmente podemos encontrar conjuntos de ollas y sartenes que se encastran unas dentro de otras así como sartenes con mangos ergonómicos y desmontables. De estos últimos, pueden distinguirse dos modalidades.
- Mango a rosca
- Mango de tenaza que puede utilizarse en toda las unidades.